# 克勞斯 (北卡羅萊納州)
克勞斯（英語：Crouse）是位於美國北卡羅萊納州林肯縣的普查規定居民點。

## 人口
根據2020年美國人口普查的數據，克勞斯的面積為2.94平方千米，皆為陸地。當地共有人口322人，而人口密度為每平方千米109.52人。